# Dagmar Reichardt

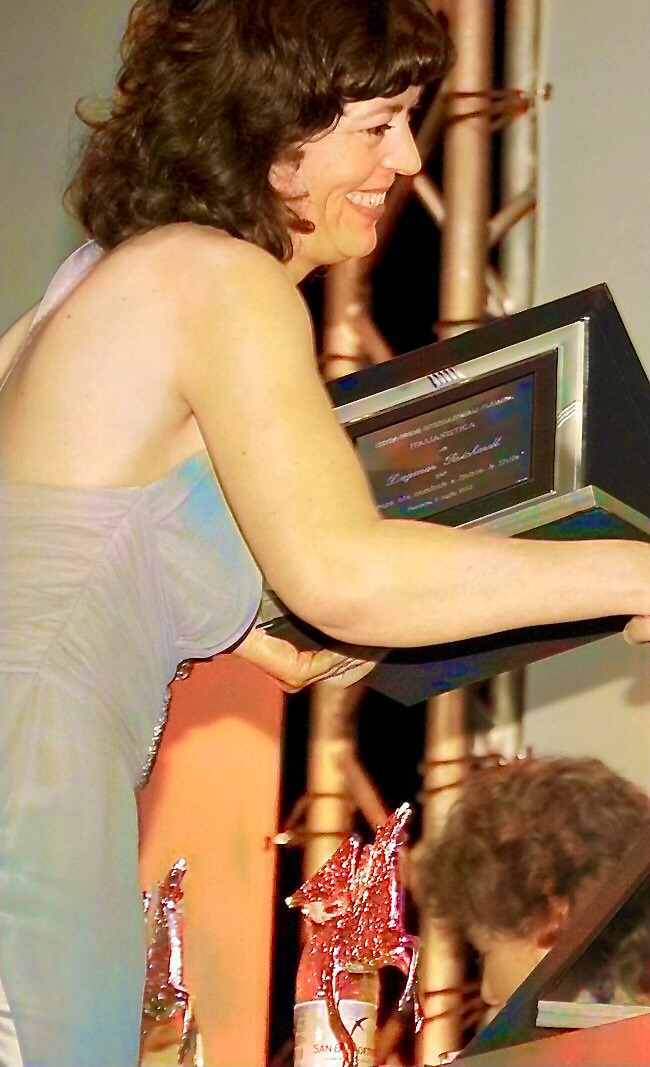
Dagmar Reichardt, 2007 (während der Verleihung des 34. Internationalen Flaiano Preises)

Dagmar Reichardt (* 25. September 1961 in Rom) ist eine deutsche Kulturwissenschaftlerin.

## Leben
Dagmar Reichardt wuchs als Tochter eines deutschen Diplomaten in Santiago de Chile und in Rom auf, bevor sie ihre internationale akademische Laufbahn in Deutschland begann. In Hamburg hat sie 1986–1989 in Zusammenarbeit mit dem Lehrstuhl von Günter Trautmann am Institut für Politische Wissenschaft der Universität Hamburg die deutsch-italienische Kulturzeitschrift Zigzag. Das Italien-Magazin mitbegründet, verlegt und herausgegeben. Dort leitete sie 1999–2009 auch die Schreibwerkstatt mit dem lautmalerischen Titel Reiters Ruhm vom Writers’ Room e. V. und wurde als Übersetzerin, Buchlektorin, Ghostwriterin und freie Autorin tätig. In dieser Zeit gab sie literarische Bücher etwa über die Neue Deutsche Literatur (1991; 1992) sowie eine Anthologie des italienischen Germanisten und ehemaligen Mitglieds der Erich Fried Gesellschaft Cesare Cases in deutscher Übersetzung heraus (1996). Es folgten weitere Literaturübersetzungen und kritische Editionen, darunter der Gedichtband Himmelsreden (2004) von Giuseppe Bonaviri, das Filmdrehbuch Der heilige Paulus (2007) von Pier Paolo Pasolini, Musikeditionen von Etta Scollo (2014) oder Marco Beasley (2014) sowie Kurztexte von Ennio Morricone (2019), Igiaba Scego (2020), Iain Chambers (2020) und Dacia Maraini (2007 und 2020). Zudem arbeitet Reichardt seit 2009 als Gründungsautorin am deutschen Internetfeuilleton KulturPort.De mit, in dem sie u. a. regelmäßig Beiträge zu kulturtheoretischen, philosophischen und wissenschaftlichen Themen veröffentlicht. Insgesamt legte sie bislang über 200 Publikationen vor und zeichnete allein in den Jahren 1987–2004 für die Herausgabe und Redaktion von rund 50 Werken auf dem Belletristik- und Fachtitelsektor des deutschen Buchmarkts verantwortlich.
Dagmar Reichardt entstammt einer bis in die Renaissance zurückzuverfolgenden Hugenotten-Familie, als deren ältestes Zeugnis ein Epitaph im Dom St. Georg von Nördlingen gilt, das den ehemaligen Nördlinger Bürgermeister Kilian Reichart (gest. 1577) als Ahnherrn der Sippe ausweist. Aus den späteren Verzweigungen des Geschlechts ist als prominentester kultureller Vertreter der in Königsberg, Halle (Saale) sowie an den Höfen dreier Preußenkönige in Berlin und Potsdam in Erscheinung getretene deutsche Komponist und Musikschriftsteller Johann Friedrich Reichardt (1752–1814) hervorgegangen. Zur weiteren Verwandtschaft Reichardts zählen die Autoren Ludwig Tieck, der in Frankfurt (Oder) geborene Heinrich von Kleist sowie die Familie preußisch-pommerischer Abstammung von Kleist-Retzow, die auf Hans Hugo von Kleist-Retzow zurückgeht, Schweizer Abkömmlinge der ursprünglich südfranzösischen Familie de Pourtalès und der schlesische Dichter und Romanist Hermann Isaac Emil von Petit (1811–1864).

## Wissenschaftliche Laufbahn
Nach einem Studienaufenthalt in New York City im Jahr 1980/81 an der Art Students League of New York studierte Dagmar Reichardt Philosophie, Neuere deutsche Literatur, Romanistik und Kunstgeschichte an den Universitäten Frankfurt am Main, Urbino und Hamburg (hier u. a. bei der deutschen Romanistin Margot Kruse und einem Schüler von Jürgen Habermas, dem praktischen Philosophen Herbert Schnädelbach), wo sie 1989 ihren Magister im Fachbereich Sprachwissenschaften mit einer Arbeit über die philosophische Literatur des norditalienischen Autors Guido Piovene (1907–1974) erwarb und 1999 über den sizilianischen Schriftsteller Giuseppe Bonaviri (1924–2009) bei Heinz-Willi Wittschier am Fachbereich Sprach-, Literatur- und Medienwissenschaft (u. a. unter Mitwirkung von Christine Landfried und Wolfgang Bartuschat) promoviert wurde, bevor sie sich in den Niederlanden 2014 habilitierte (BKO).
Ihre Sizilienstudien weitete sie anschließend mittels eines Projekts zur kulturellen Hybridität und Transkulturalität der sizilianischen Inselliteratur aus, das zur Herausgabe des interdisziplinären, dreisprachigen Bandes L’Europa che comincia e finisce: la Sicilia (2006) führte. Das Werk wurde in der internationalen Forschungslandschaft rege rezensiert und anerkennend aufgenommen. So hält es der sizilianische Journalist und Schriftsteller Giuseppe Quatriglio für „eine beachtliche Untersuchung […] mit vielen verdienstvollen und komplexen Forschungsergebnissen“ (Giornale di Sicilia, 4. Juli 2006), während der italienische Literaturkritiker Sergio Sciacca es als „ein ausnehmend originelles Werk […] und einen bedeutungsvollen Schritt zum kulturellen Entwurf eines ‘Neuen Europas’“ würdigt (La Sicilia, 21. Juli 2006). Der spanische Italianist Paulino Matas Gil beurteilt den Band schlicht als „Pflichtlektüre für die internationale Italianistik“ (Revista de la Sociedad Española de Italianistas, 2005/3). Ein Jahr nach Erscheinen des Buchs wurde Dagmar Reichardt 2007 der Internationale Italianistik-Preis Flaiano verliehen.
Nach Jahren als Dozentin und Wissenschaftliche Assistentin am Studiengang Romanistik der Universitäten Hamburg (1997–2003) und Bremen (2001–2008) sowie einer Gastprofessur in Innsbruck, lehrte Reichardt 2008–2012 Moderne Italianistik und 2012–2016 Europäische Literatur- und Kulturwissenschaft an der Universität Groningen in den Niederlanden, wofür ihr die Venia Legendi in Form der staatlich geprüften und im gesamten Königreich der Niederlande gültigen Lehrhabilitation (BKO) verliehen wurde, bevor sie 2016 auf den Lehrstuhl für Medienindustrie am Studiengang Internationales Medien- und Kulturmanagement der Lettischen Kulturakademie in Riga, Lettland wechselte. Zusätzlich zu ihrer Tätigkeit in Forschung und Lehre engagiert sie sich als Mitglied in diversen wissenschaftlichen Vereinigungen in Deutschland, Italien, Österreich, den USA und Beneluxländern, und wirkt in den wissenschaftlichen Beiräten des Premio Flaiano (Nachfolge Hans Magnus Enzensberger) in den Jahren 2001–2006, der Internationalen Vereinigung italienischer Hochschulprofessoren A.I.P.I. (seit 2006, Nachfolge Titus Heydenreich) sowie der Österreichisch-Kanadischen Gesellschaft (seit 2007) mit. Sie initiierte, organisierte und leitete seit 2002 über 11 internationale Konferenzen bzw. Sektionen im Rahmen von Weltkongressen. Zudem arbeitet sie seit 2013 ehrenamtlich als Präsidentin der Schweizer Stiftung Fondation Erica Sauter – FES mit Sitz in Genf. 2005 und 2007 war sie ehrenamtliches Mitglied eines kollaborativen wissenschaftlichen Beirats der Stiftung Fondazione Salvatore Quasimodo, die unter der Schirmherrschaft des Italienischen Kulturinstituts in Budapest zwei multilinguale Sammlungen neuer europäischer Dichter (2005) sowie junger europäischer Autoren und Theaterschriftsteller (2007, 2 Bde.) vorlegte. 2005/06 koordinierte sie für Deutschland in Arpino das Europaprojekt Il libro di pietra des Schriftstellers Giuseppe Bonaviri in Zusammenarbeit mit dem Italienischen Außenministerium und dem deutschen Dichter Matthias Politycki, den sie so u. a. in Italien einführte. Zu diesem Anlass erhielt sie im Rahmen des XXV. Certamen Ciceronianum Arpinas die Cicero-Medaille der Region Latium. Weitere Forschungsschwerpunkte vertiefte sie in Sammelbänden über italienische Literatur und Film (Letteratura e cinema, 2014), die italienische Mode (Moda Made in Italy, 2016), den klassischen sizilianischen Veristen Giovanni Verga (Verga innovatore / Innovative Verga, 2017), die neuere Migrationsgeschichte Italiens (Italia transculturale, 2018) sowie das transdisziplinäre Prinzip der Polyphonie in der italienischen Musikgeschichte (Polifonia musicale, 2020).

## Forschungsschwerpunkte
- Medien- und Kulturmanagement
- Digital Humanities
- Kultureller Digitalmarkt
- Vergleichende Europastudien, 19.–21. Jahrhundert
- Komparatistische, narratologische und imagologische Ansätze: Wort-Bild-Relationen
- Poststrukturalismus, Postkolonialismus und Transkulturalität
- Diskursanalysen (insb. Herrschafts-, Globalisierungs- und Intermedialitätsdiskurse)
- Literatursoziologie und Produktionsästhetik

## Werke (Auswahl)
- Cultura/Kultur, zweisprachiges Kapitel (Italienisch-Deutsch) gemeinsam verfasst und hrsg. mit Elena Agazzi, in: Manuale Italo-Tedesco. Deutsch-Italienisches Handbuch, hrsg. vom Deutsch-Italienischem Zentrum Villa Vigoni, Baden-Baden: Nomos Verlag, 1990, S. 150–218 (eine leicht überarbeitete 2. Auflage wurde vom Auswärtigen Amt der Bundesrepublik Deutschland übernommen), ISBN 3-7890-2152-0.
- Neue Deutsche Literatur. Jahrbuch 1991. Ausgewählte Texte neuer und bekannter Autoren herausgegeben von Dagmar Reichardt, Hamburg: Edition Dax, 1991, ISBN 3-88697-006-X.
- Neue Deutsche Literatur. Jahrbuch 1992. Ausgewählte Texte neuer und bekannter Autoren herausgegeben von Dagmar Reichardt, Hamburg: Edition Dax, 1992, ISBN 3-88697-020-5.
- Nacherzählung von: Charles Dickens. David Copperfield, Xenos Jugendklassiker, Xenos, Hamburg 1992, ISBN 3-8212-1098-2.
- Ade, ihr Zöpfe der Loreley. Über Deutschland, die Deutschen und die deutsche Literatur von Cesare Cases, übers., hrsg. und mit einem Nachwort von Dagmar Reichardt, Hamburg: Europäische Verlagsanstalt, 1996, ISBN 3-434-50094-4.
- Das phantastische Sizilien Giuseppe Bonaviris. Ich-Erzähler und Raumdarstellung in seinem narrativen Werk, Frankfurt a. M./Berlin/Bern u. a.: Peter Lang, 2000, ISBN 3-631-36240-4.
- La cultura italiana in Germania, in: La cultura italiana nel mondo. Atti del Convegno internazionale. Con la partecipazione del Ministero degli Affari Esteri. Pescara 12-13 luglio 2001, hrsg. von Premi Internazionali Ennio Faliano, unter der Schirmherrschaft des italienischen Präsidenten, Pescara: Ediars, 2001, S. 34–42.
- Il dire celeste. Lirica di Bonaviri / Himmelsreden. Lyrik von Bonaviri von Giuseppe Bonaviri, übers., kommentiert und mit einem Vorwort von Dagmar Reichardt, hrsg. von Irmela Arnsperger, Dagmar Reichardt und Bernd Mayer, Stuttgart: Commedia & Arte, 2004, ISBN 3-924244-36-7.
- Italienische Biographien in deutscher Sprache 1980–2004, zusammen mit Sabine Witt, Essen: Perelmuter, 2005, ISBN 3-00-015353-5.
- L’Europa che comincia e finisce: la Sicilia. Approcci transculturali alla letteratura siciliana. Beiträge zur transkulturellen Annäherung an die sizilianische Literatur. Contributions to a Transcultural Approach to Sicilian Literature, dreisprachiger Sammelband hrsg. und mit einem Vorwort von Dagmar Reichardt, Frankfurt a. M./Berlin/Bern u. a.: Peter Lang, 2006, ISBN 3-631-54941-5.
- Der heilige Paulus von Pier Paolo Pasolini, Filmdrehbuch mit einem Geleitwort von Dacia Maraini, übers., hrsg. und mit einem kritischen Kommentar von Dagmar Reichardt und Reinhold Zwick, Marburg: Schüren Verlag, 2007, ISBN 978-3-89472-495-5.
- Histoires inventées. La représentation du passé et de l’histoire dans les littératures française et francophones, hrsg. von Elisabeth Arend, Dagmar Reichardt und Elke Richter, Frankfurt a. M./Berlin/Bern u. a.: Peter Lang, 2007, ISBN 978-3-631-56966-5.
- Kongressband Tempo e memoria nella lingua e nella letteratura italiana, (Mitherausgeberin), 4 Bände, Online-Publikation 2009, ISBN 978-90-814254-0-7.
- Le relazioni culturali italo-tedesche, in: Manuale di civiltà italiana. Materiali ed approcci didattici, hrsg. von Anne Begenat-Neuschäfer, in Zusammenarbeit mit Christiane Eck, Giuseppe Messuti, Federico Navire und Melinda Veggian, Frankfurt a. M./Berlin/Bern et al.: Peter Lang, 2010, S. 487–510, ISBN 978-3-631-57880-3.
- Letteratura e cinema, hrsg. von Alberto Bianchi und Dagmar Reichardt, Florenz: Franco Cesati Editore, 2014, ISBN 978-88-7667-501-0.
- Moda Made in Italy, hrsg. von Dagmar Reichardt und Carmela D’Angelo, mit einem Interview mit Dacia Maraini, Florenz: Cesati Editore, 2016, ISBN 978-88-7667-576-8.
- Verga innovatore / Innovative Verga: L’opera caleidoscopica di Giovanni Verga in chiave iconica, sinergica e transculturale / The kaleidoscopic work of Giovanni Verga in iconic, synergetic and transcultural terms, dreisprachiger Sammelband hrsg. und mit einer Einleitung von Dagmar Reichardt und Lia Fava Guzzetta, mit einem Vorwort von Rita Venturelli (Istituto Italiano di Cultura Amsterdam), Bd. 1 der Buchreihe Transcultural Studies – Interdisciplinary Literature and Humanities for Sustainable Societies (TSIL) hrsg. von Dagmar Reichardt, Rotraud von Kulessa und Costantino Maeder, Frankfurt a. M. et al.: Peter Lang, 2016, ISBN 978-3-631-71485-0.
- Aufsatz “Zur Theorie einer transkulturellen Frankophonie” von Dagmar Reichardt in PhiN. Philologie im Netz, 38/2006, Freie Universität Berlin; auf Französisch erschienen unter dem Titel “La Francophonie du Nord au Sud: Manifestations du transculturel dans la littérature et le théâtre francophones” in Relief. Revue électronique de littérature française, Bd. 5, 2/2011, Utrecht University, online auf www.revue-relief.org; auf Englisch erschienen unter dem Titel “On the Theory of a Transcultural Francophony. The Concept of Wolfgang Welsch and its Didactic Interest”, in Transnational 20th Century. Literatures, Arts and Cultures, 1/1 (März 2017), Università La Sapienza (Rom/Italien), S. 40–56 online.
- Italia transculturale. Il sincretismo italofono come modello eterotopico, hrsg. von Dagmar Reichardt und Nora Moll, Florenz: Franco Cesati Editore, 2018, ISBN 978-88-7667-716-8.
- Paradigmi di violenza e transculturalità: il caso italiano (1990–2015). Atti del convegno a Villa Vigoni, 8-10 ottobre 2014, hrsg. und mit einem Vorwort von Dagmar Reichardt, Rotraud von Kulessa, Nora Moll und Franca Sinopoli, Bd. 2 der Buchreihe Transcultural Studies – Interdisciplinary Literature and Humanities for Sustainable Societies (TSIL) hrsg. von Dagmar Reichardt, Rotraud von Kulessa und Costantino Maeder, Berlin et al.: Peter Lang, 2018, ISBN 978-3-631-65915-1.
- Igiaba Scego: Würstchen, in: KulturPort.De, 3. Februar 2020 [Übersetzung der Kurzgeschichte Salsicce (2005) von Igiaba Scego vom Italienischen ins Deutsche].
- Polifonia musicale. Le tante vie delle melodie italiane in un mondo transculturale, hrsg. und mit einem Vorwort von Dagmar Reichardt, Domenica Elisa Cicala, Donatella Brioschi und Mariella Martini-Merschmann, mit einem Vorwort von Dagmar Reichardt und Domenica Elisa Cicala, mit einem Interview mit der sizilianisch-deutschen Singer-songwriterin Etta Scollo, Florenz: Franco Cesati Editore (Civiltà italiana, Bd. 32), 2020, ISBN 978-88-7667-826-4.
- Follow Arts. Texte zu digitalen Welten und analogen Formaten von Claus Friede, hrsg. von Dagmar Reichardt und Gudrun Thiessen-Schneider, mit einem Vorwort von Dagmar Reichardt, Bd. 5 der Buchreihe Transcultural Studies – Interdisciplinary Literature and Humanities for Sustainable Societies (TSIL) hrsg. von Dagmar Reichardt, Rotraud von Kulessa und Costantino Maeder, Bern, Berlin et al.: Peter Lang, 2020, 580 S., ISBN 978-3-631-81471-0.
- Icone della transculturalità. Concetti, modelli e immagini per una didattica della cultura italiana nel terzo millennio, hrsg. von Dagmar Reichardt und Domenica Elisa Cicala, Florenz: Cesati Editore, 2022, ISBN 979-12-5496-012-7.